# Piratininga mocoia
Piratininga mocoia là một loài bọ cánh cứng trong họ Cerambycidae.